# Campeonato europeo de hockey sobre patines masculino
El campeonato europeo de hockey sobre patines masculino es una competición de hockey sobre patines que enfrenta a los equipos nacionales de los países del continente europeo. Se celebra cada dos años. Está organizado por el Comité Europeo de Hockey Patines (CERH, Comité Européen de Rink-Hockey).

## Historia
Las selecciones nacionales de Inglaterra, Francia, Alemania y Suiza, creadoras en 1924 de la Federación Internacional de Patinaje sobre Ruedas (actualmente FIRS), junto a las posteriormente incorporadas Italia y Bélgica, comienzan a disputar a partir de 1926 y de forma anual el Campeonato de Europa. Se incorpora Portugal en 1929. Tras disputarse 8 ediciones, en 1936 se da al campeonato la doble condición de "mundial" y "europeo", aunque los 7 seleccionados participantes fueran exclusivamente europeos.
El campeonato vuelve a tener condición de "mundial" 3 años después, en 1939. Tras el obligado paréntesis provocado por la Segunda Guerra Mundial, la competición se reanuda en 1947, celebrándose a partir de entonces con frecuencia anual y con la doble condición de "mundial" y "europeo" hasta 1956.
No es hasta la 4.ª edición de 1948 cuando participa por primera vez un seleccionado no europeo, Egipto. Y en la 9.ª edición de 1953 se incorpora por primera vez un sudamericano, Brasil. En la 10.ª edición de 1954 también lo hacen Chile y Uruguay. Durante este periodo se incorporan otras selecciones europeas como España en 1947, Países Bajos en 1948, Dinamarca e Irlanda en 1951, Noruega en 1954 y Yugoslavia en 1955.
Tras alcanzarse un número de participantes récord de 15 en la 10.ª edición de 1954, y siendo ya permanente la presencia de selecciones sudamericanas y africanas, a partir de la 12.ª edición de 1956 se decide desvincular el campeonato "mundial" del "europeo". En lo sucesivo ambos se celebraron por separado en años alternos, el Europeo en los impares y el Mundial en los pares. A partir de 1989 se cambia el turno entre ambas competiciones, pasando a disputarse el Mundial A en los años impares, mientras que el Europeo y el Mundial B se disputaban en los años pares.
La edición prevista para el año 2020 tuvo que suspenderse a causa de la pandemia del Covid-19, retrasándose hasta 2021. A partir de ese momento el Europeo se celebra en años impares y el Mundial en años pares.
Después de treinta y cinco años sin que se produjera ninguna nueva incorporación, a partir de 1990 han hecho su debut en el campeonato cinco nuevas selecciones, aunque participando de forma esporádica: Alemania Oriental en 1990, Andorra en 1992, Austria y Rusia en 1994, y finalmente Suecia en 1998. La selección de Israel, a pesar de participar habitualmente en las competiciones europeas de categorías júnior y juvenil, nunca se ha inscrito en el campeonato absoluto, al igual que otras selecciones que en alguna ocasión han participado en dichas categorías, como Eslovenia, Hungría o Escocia.

## Historial
| Año     | Sede                          | Ganador    | 2.º puesto | 3.º puesto        | 4.º puesto        |
| ------- | ----------------------------- | ---------- | ---------- | ----------------- | ----------------- |
| 2023    | San Sadurní de Noya, España   | España     | Portugal   | Italia            | Francia           |
| 2021    | Paredes, Portugal             | España     | Francia    | Portugal e Italia | Portugal e Italia |
| 2018    | La Coruña, España             | España     | Portugal   | Italia            | Francia           |
| 2016    | Oliveira de Azeméis, Portugal | Portugal   | Italia     | España            | Suiza             |
| 2014    | Alcobendas, España            | Italia     | España     | Portugal          | Alemania          |
| 2012    | Paredes, Portugal             | España     | Portugal   | Italia            | Francia           |
| 2010    | Wuppertal, Alemania           | España     | Portugal   | Francia           | Alemania          |
| 2008    | Oviedo, España                | España     | Portugal   | Italia            | Francia           |
| 2006    | Monza, Italia                 | España     | Suiza      | Portugal          | Italia            |
| 2004    | La Roche-sur-Yon, Francia     | España     | Italia     | Portugal          | Suiza             |
| 2002    | Florencia, Italia             | España     | Portugal   | Italia            | Francia           |
| 2000    | Wimmis, Suiza                 | España     | Portugal   | Italia            | Francia           |
| 1998    | Paços de Ferreira, Portugal   | Portugal   | España     | Italia            | Suiza             |
| 1996    | Salsomaggiore Terme, Italia   | Portugal   | Italia     | España            | Suiza             |
| 1994    | Funchal, Portugal             | Portugal   | España     | Italia            | Suiza             |
| 1992    | Wuppertal, Alemania           | Portugal   | Italia     | España            | Alemania          |
| 1990    | Lodi, Italia                  | Italia     | España     | Portugal          | Países Bajos      |
| 1987    | Oviedo, España                | Portugal   | España     | Italia            | Alemania          |
| 1985    | Barcelos, Portugal            | España     | Italia     | Portugal          | Países Bajos      |
| 1983    | Vercelli, Italia              | España     | Portugal   | Italia            | Países Bajos      |
| 1981    | Essen, Alemania               | España     | Portugal   | Países Bajos      | Italia            |
| 1979    | Barcelona, España             | España     | Portugal   | Italia            | Países Bajos      |
| 1977    | Oporto, Portugal              | Portugal   | España     | Italia            | Alemania          |
| 1975    | Viareggio, Italia             | Portugal   | España     | Italia            | Alemania          |
| 1973    | Iserlohn, Alemania            | Portugal   | España     | Alemania          | Italia            |
| 1971    | Lisboa, Portugal              | Portugal   | España     | Italia            | Alemania          |
| 1969    | Lausana, Suiza                | España     | Portugal   | Países Bajos      | Francia           |
| 1967    | Bilbao, España                | Portugal   | España     | Países Bajos      | Italia            |
| 1965    | Lisboa, Portugal              | Portugal   | España     | Italia            | Países Bajos      |
| 1963    | Oporto, Portugal              | Portugal   | España     | Países Bajos      | Suiza             |
| 1961    | Turín, Italia                 | Portugal   | España     | Italia            | Países Bajos      |
| 1959    | Ginebra, Suiza                | Portugal   | España     | Italia            | Inglaterra        |
| 1957    | Barcelona, España             | España     | Portugal   | Italia            | Inglaterra        |
| 1956(*) | Oporto, Portugal              | Portugal   | España     | Italia            | Alemania          |
| 1955(*) | Milán, Italia                 | España     | Italia     | Portugal          | Suiza             |
| 1954(*) | Barcelona, España             | España     | Portugal   | Italia            | Bélgica           |
| 1953(*) | Ginebra, Suiza                | Italia     | Portugal   | España            | Suiza             |
| 1952(*) | Oporto, Portugal              | Portugal   | Italia     | España            | Bélgica           |
| 1951(*) | Barcelona, España             | España     | Portugal   | Italia            | Bélgica           |
| 1950(*) | Milán, Italia                 | Portugal   | Italia     | Suiza             | España            |
| 1949(*) | Lisboa, Portugal              | Portugal   | España     | Italia            | Bélgica           |
| 1948(*) | Montreux, Suiza               | Portugal   | Inglaterra | Italia            | España            |
| 1947(*) | Lisboa, Portugal              | Portugal   | Bélgica    | España            | Italia            |
| 1939(*) | Montreux, Suiza               | Inglaterra | Italia     | Portugal          | Bélgica           |
| 1938    | Amberes, Bélgica              | Inglaterra | Italia     | Bélgica           | Portugal          |
| 1937    | Herne Bay, Inglaterra         | Inglaterra | Suiza      | Portugal          | Italia            |
| 1936(*) | Stuttgart, Alemania           | Inglaterra | Italia     | Portugal          | Suiza             |
| 1934    | Herne Bay, Inglaterra         | Inglaterra | Alemania   | Suiza             | Italia            |
| 1932    | Herne Bay, Inglaterra         | Inglaterra | Alemania   | Francia           | Portugal          |
| 1931    | Montreux, Suiza               | Inglaterra | Francia    | Suiza             | Italia            |
| 1930    | Herne Bay, Inglaterra         | Inglaterra | Francia    | Alemania          | Suiza             |
| 1929    | Montreux, Suiza               | Inglaterra | Italia     | Francia           | Alemania          |
| 1928    | Herne Bay, Inglaterra         | Inglaterra | Francia    | Alemania          | Suiza             |
| 1927    | Montreux, Suiza               | Inglaterra | Francia    | Suiza             | Alemania          |
| 1926    | Herne Bay, Inglaterra         | Inglaterra | Francia    | Alemania          | Suiza             |

* También considerado como Campeonato mundial de hockey sobre patines masculino.

### Medallas por países
| Ranking | País         | Oro | Plata | Bronce | Total |
| ------- | ------------ | --- | ----- | ------ | ----- |
| 1       | Portugal     | 21  | 15    | 10     | 46    |
| 2       | España       | 19  | 16    | 6      | 41    |
| 3       | Inglaterra   | 12  | 1     | 0      | 13    |
| 4       | Italia       | 3   | 12    | 24     | 39    |
| 5       | Francia      | 0   | 6     | 3      | 9     |
| 6       | Suiza        | 0   | 2     | 4      | 6     |
| 7       | Alemania     | 0   | 2     | 4      | 6     |
| 8       | Bélgica      | 0   | 1     | 1      | 2     |
| 9       | Países Bajos | 0   | 0     | 4      | 4     |

## Clasificación histórica
El CERH estableció en 2006 un ranking histórico de los Campeonatos de Europa en función de las posiciones de cada selección a partir de 1926, excluyendo las ediciones previas que no fueron oficiales. Según la posición en cada campeonato, cada selección recibe una determinada cantidad de puntos, conforme al siguiente baremo:
- Campeón: 13 puntos.
- Subcampeón: 11 puntos.
- Tercer clasificado: 9 puntos.
- Cuarto clasificado: 7 puntos.
- Quinto clasificado: 6 puntos.
- Sexto clasificado: 5 puntos.
- Séptimo clasificado: 4 puntos.
- Octavo clasificado: 3 puntos.
- Noveno clasificado: 2 puntos.
- Clasificados a partir del décimo puesto: 1 punto.

La clasificación actualizada tras disputarse la LV Edición en 2023 es la siguiente:

| Pos | Equipo               | Participaciones | 1º | 2º | 3º | 4º | 5º | 6º | 7º | 8º | 9º | 10º | 11º | 12º | 13º | 14º | 15º | Puntos |
| 1   | Portugal             | 50              | 21 | 15 | 10 | 2  | 1  | 1  |    |    |    |     |     |     |     |     |     | 553    |
| 2   | España               | 43              | 19 | 16 | 6  | 2  |    |    |    |    |    |     |     |     |     |     |     | 491    |
| 3   | Italia               | 53              | 3  | 12 | 24 | 8  | 3  | 2  | 1  |    |    |     |     |     |     |     |     | 475    |
| 4   | Inglaterra           | 53              | 12 | 1  |    | 2  | 3  | 6  | 10 | 12 | 6  | 1   |     |     |     |     |     | 318    |
| 5   | Suiza                | 54              |    | 2  | 4  | 12 | 13 | 11 | 7  | 3  | 2  |     |     |     |     |     |     | 316    |
| 6   | Alemania             | 51              |    | 2  | 4  | 10 | 11 | 13 | 10 | 1  |    |     |     |     |     |     |     | 302    |
| 7   | Francia              | 54              |    | 6  | 3  | 7  | 8  | 12 | 6  | 5  | 5  | 2   |     |     |     |     |     | 301    |
| 8   | Bélgica              | 39              |    | 1  | 1  | 5  | 8  | 7  | 7  | 6  | 3  |     | 1   |     |     |     |     | 191    |
| 9   | Países Bajos         | 33              |    |    | 4  | 6  | 6  | 2  | 4  | 5  | 4  | 2   |     |     |     |     |     | 165    |
| 10  | Andorra              | 6               |    |    |    |    | 1  | 1  |    | 3  |    | 1   |     |     |     |     |     | 21     |
| 11  | Austria              | 8               |    |    |    |    |    |    |    | 2  | 5  |     | 1   |     |     |     |     | 17     |
| 12  | Irlanda              | 5               |    |    |    |    |    |    |    |    |    | 1   | 1   | 2   | 1   |     |     | 5      |
| 13  | Dinamarca            | 5               |    |    |    |    |    |    |    |    |    | 1   | 1   | 1   |     | 1   | 1   | 5      |
| 14  | Noruega              | 4               |    |    |    |    |    |    |    |    |    | 1   | 1   |     | 1   | 1   |     | 4      |
| 15  | Yugoslavia           | 2               |    |    |    |    |    |    |    |    | 1  |     | 1   |     |     |     |     | 3      |
| 16  | Alemania Democrática | 1               |    |    |    |    |    |    |    |    | 1  |     |     |     |     |     |     | 2      |
| 17  | Suecia               | 1               |    |    |    |    |    |    |    |    |    | 1   |     |     |     |     |     | 1      |
| 18  | Rusia                | 1               |    |    |    |    |    |    |    |    |    |     |     | 1   |     |     |     | 1      |